# Careproctus oregonensis
Careproctus oregonensis és una espècie de peix pertanyent a la família dels lipàrids.

## Descripció
- Fa 15,3 cm de llargària màxima.[5][6]

## Hàbitat
És un peix marí i batidemersal que viu entre 1.900 i 2.818 m de fondària.

## Distribució geogràfica
Es troba al Pacífic nord-oriental: la Colúmbia Britànica (el Canadà) i davant les costes d'Oregon (els Estats Units).

## Observacions
És inofensiu per als humans.